# Дюшамбинский вилайет
Дюшамбинский вилайет (тадж. Вилояти Душанбе) — единица административного деления Бухарской НСР и Таджикской АССР, существовавшая в 1920—1929 годах.
Дюшамбинский вилайет был образован в 1920 году на территории Бухарской НСР в ходе реформы административно-территориального деления бывшего Бухарского эмирата. Территория вилайета включила бывшее Гиссарское бекство.
В 1924 году Дюшамбинский вилайет отошёл к новообразованной Таджикской АССР. В то время он делился на 6 туманов (тюменей): Гиссарский, Дюшамбинский, Файзабадский, Яванский и Янги-Базарский (Кафирниганский). В 1925 году к ним добавился Каратагский туман. В 1926 году Дюшамбинский вилайет был переименован в Гиссарский вилайет. По данным на апрель 1927 года Гиссарский вилайет включал Дурмен-Таджикский, Дюшамбинский, Каратагский, Пакрабатский, Файзабадский, Яванский и Янги-Базарский туманы. 
В 1929 году Гиссарский вилайет был преобразован в Гиссарский округ.